# Драммонд, Джеймс, 4-й граф Перт
Джеймс Драммонд, 1-й герцог Перт, также 4-й граф Перт и 7-й лорд Драммонд (англ. James Drummond, 4th Earl of Perth, James Drummond, 1st Duke of Perth, 4th Earl of Perth and 7th Lord Drummond; 1648 — 11 мая 1716) — шотландский дворянин, государственный деятель и якобит.

## Происхождение
Старший сын Джеймса Драммонда, 3-го графа Перта (1615—1675), от его супруги леди Энн Гордон (? — 1656), дочери Джорджа Гордона, 2-го маркиза Хантли. Джеймс получил образование в Университете Сент-Эндрюса и стал преемником своего отца 2 июня 1675 года, а 1 октября официально стал его наследником. Его младшим братом был Джон Драммонд, 1-й граф Мелфорт (1649—1715).

## Политическая карьера
В 1678 году Джеймс Драммонд был назначен членом шотландского тайного совета и поддержал политику Джона Мейтленда, 1-го герцога Лодердейла, заключавшуюся в том, чтобы отдать недовольные западные графства Шотландии на набеги горцев, прежде чем присоединиться к фракции Гамильтона в оппозиции лорду Лодердейлу. После ухода герцога Лодердейла в отставку в 1680 году Джеймс Драммонд был одним из членов Комитета семи, который управлял делами Шотландии . Он был назначен генеральным лордом юстиции в 1682 году и чрезвычайным лордом сессии 16 ноября того же года. Он ввел в Шотландии использование винта для больших пальцев. Он также был лордом-канцлером Шотландии в 1684—1688 годах.

## Нью-Джерси
Джеймс Драммонд, граф Перт, был партнером Уильяма Пенна в поселении Восточный Нью-Джерси в 1681 году. Будучи одним из 24 владельцев большого участка земли, занимавшего большую часть территории нынешнего штата Нью-Джерси, граф Перт в 1684 году спонсировал экспедицию по созданию там поселения. Город Перт-Амбой, Нью-Джерси, который находится на набережной стороне Статен-Айленд, Нью-Йорк, и который когда-то был город-порт в своем собственном праве, назван в его честь — статуя Лорда Перта стоит напротив мэрии («Амбой» происходит от ленапе слова, означающего «речь»).

## Римский католицизм
В 1685 году 4-й граф Перт перешел в католичество вместе со своим братом, Джоном Драммондом, 1-м графом Мелфортом, что принесло ему высокую благосклонность короля Якова II Стюарта . В 1686 году Перт и его брат открыли католическую часовню в Эдинбурге, и их публичное посещение там привело к беспорядкам. Перт и его брат предложили Якову II, чтобы шотландский парламент одобрил отмену Закона о тестировании и уголовных законов против католиков и протестантских инакомыслящих, но позже это оказалось неправдой. Тем не менее 29 мая 1687 года он был произведен в рыцари Чертополоха, будучи одним из восьми первоначальных рыцарей этого ордена.
Когда король Яков Стюарт отступил из Солсбери раньше Вильгельма Оранского, народ в отсутствие войск, которые распустил граф Перт, восстал в Эдинбурге. Граф Перт отбыл 8 декабря под усиленным эскортом в свою резиденцию в замке Драммонд, графство Пертшир. Обнаружив, что там ему небезопасно, он переодетый бежал через горы Очил в Бернисленд, где он приобрел судно, собирающееся отплыть во Францию. Его, однако, узнали, и лодка из Керколди преследовала судно, которое, поскольку было почти мертвым штилем, было настигнуто в устье Ферта. Перта вытащили из трюма в женской одежде, лишили всего, что у него было, и бросили в общую тюрьму Керколди. Оттуда он был доставлен в замок Стерлинг и освобожден только 4 августа 1693 года при условии залога за выезд из королевства под страхом штрафа в 5 000 фунтов стерлингов.

## Сен-Жерменский дворец
Джеймс Драммонд присоединился к изгнанному королю Якову II Стюарту в Сен-Жермене, который 19 августа 1696 года назначил его губернатором юного принца Уэльского (1696—1706). По завещанию умершего Якова II Стюарта, до 17 октября 1701 года, его преемник Яков III пожаловал джеймсу Драммонду титулы герцога Перта, маркиза Драммонда, граф Стобхолла, виконта Каргилла и барона Конгрейга (в пэрстве Шотландии), но на самом в якобитском пэрстве, с правом наследования для его мужских потомков. В 1701 году король Франции Людовик XIV признал за Джеймса Драммонда его герцогский титул.
14 февраля 1703 года Джеймс Драммонд был произведен в кавалеры Опочивальни, а 21 июня 1706 года был назначен рыцарем ордена Подвязки. Впоследствии он был камергером королевы Марии Моденской, и, как говорят, король Испании сделал его рыцарем Золотого руна.
Во время изгнания Якова герцог Пертский выступал в качестве его посла в Риме, а после смерти короля Перт воздвиг ему памятник в Париже.

## Брак и смерть
Герцог Пертский был трижды женат. Его первой женой стала 18 января 1670 года леди Джейн Дуглас (умерла около 1676), дочь Уильяма Дугласа, 1-го маркиза Дугласа, и и его второй жены Мэри, дочери Джорджа Гордона, 1-го маркиза Хантли. У супругов было двое детей:
- Леди Мэри Драммонд (14 июля 1675 — 7 марта 1729), около 1690 года вышла замуж за Уильяма Кейта, 9-го графа Маришаля (ок. 1664—1712)[3]
- Джеймс Драммонд, 2-й герцог Перт (ок. 1674 — 6 апреля 1720)

В 1676 году Джеймс Драммонд вторым браком женился (брачный контракт был подписан 5 октября) на Лилиас Драммонд (умерла около 1685 года), дочери сэра Джеймса Драммонда из Махани и вдове Джеймса Мюррея, 2-го графа Таллибардина. У супругов был один сын:
- Джон Драммонд, 5-й герцог Перт (1679 — 27 октября 1757)

В январе 1685/1686 года граф Перт в третий раз женился на леди Мэри Гордон (1646 — 13 марта 1726), дочери Льюиса Гордона, 3-го маркиза Хантли, и его первой жены Мэри, дочери сэра Джона Гранта из Фручи. Леди Мэри была леди опочивальни королевы Марии Моденской. Её сердце было похоронено вместе с мужем. У супругов родился сын:
- Эдвард Драммонд, 6-й герцог Перт (? — 6 февраля 1760).

Джеймс Драммонд, 1-й герцог Перт, скончался в Сен-Жермене и был похоронен в шотландской часовне в Париже. Его титулы наследовал его сын и наследник от первого брака, Джеймс Драммонд, 2-й герцог Пертский (ок. 1674—1720).